# Vigorón
Il vigorón è un piatto della cucina nicaraguense originario della città di Granada. Si tratta di un piatto a base di yucca e insalata di cavolo con chicharrón, delle cotolette di maiale fritte.

## Storia e descrizione
Il piatto nacque come pasto veloce nel Nicaragua di epoca coloniale. Col passare del tempo è diventato una delle specialità più diffuse del paese.
Gli ingredienti principali del vigorón sono manioca, insalata di cavolo fermentato e maiale. La manioca viene tagliata a pezzi e bollita, poi viene aggiunta a un'insalata di cavolo, pomodori e cipolle. Il tutto viene condito con aceto, olio, limetta, peperoncino e rosmarino o coriandolo, e infine viene avvolto in una foglia di banana.
A seconda delle regioni si possono distinguere diverse versioni del vigorón: nel Barrio Central della città di Bluefields l'insalata viene fatta fermentare con peperoncino chile de cabro e senape, mentre a Chinandega si aggiungono chile congo e carote e cipolle fermentate. Nella nativa Granada invece si impiega il mimbro (Averrhoa bilimbi), un frutto tropicale piuttosto acre.